# کنیه
کُنیه (به عربی: الكنية) نامی برای تعریف شخصی از راهِ نامِ اولین پسر یا اولین دختر اوست. بعضی از کنیه‌ها لقب است، مانند ابوتراب برای علی ابن ابیطالب. کنیه در اصل بخشی از نام عربی است، با این حال در میانِ همه مسلمانان در دوره‌هایی رواج داشته‌است و امروزه نیز رواج دارد. بیشترین بحث‌ها دربارهٔ کنیه به علم حدیث پیوند دارد. در سده‌های رواج علم حدیث در جهان اسلام، برای اینکه میانِ افراد هم نام و هم کنیه آمیختگی و اشتباه نشود؛ کنیه در دستور زبان بسیار دقیق شد و مورد توجه زبان‌شناسان قرار گرفت. بیرون از دانش حدیث و ادبیات، مردم گاهی کنیه‌ها را برای کوچک شمردن/بزرگ دانستن/ بیان ویژگی خاص بکار می‌برند. ساده‌ترین راهِ تشخیصِ کنیه این است، که هر واژه که پیش از آن «ابو» یا «اُم» باشد، آن یک کنیه است. بیشتر کنیه‌ها در علمِ حدیث با نامِ مشخصی همراه است.

## نمونه‌ها
ابوالحسن؛ ام لیلا؛ ام کلثوم؛ ابن حاجب؛ بنت الکرم؛ مثلاً اولین امام شیعه نامش علی و لقبش امیرالمؤمنین و کنیه اش ابوالحسن است. وقتی کنیه کسی مثلاً ابوالفضل است معنایش این نیست که حتماً فرزندی به نام فضل دارد و این فرد پدر اوست. هر چند معمولاً چنین است، بلکه گاهی برای تفأل زدن و فال خیر کنیه‌ای بر کسی گذاشته می‌شود؛ مثلاً فردی که کنیه اش ابوالفضل می‌باشد، از همان کودکی این کنیه را بر او می‌گذارند و فال خیر می‌زنند که خداوند فرزندی به نام فضل به او عطا نماید یا صاحب فضل و احسان و کرم گردد.
ابوالحسن که کنیه علی بن ابی طالب است هر چند در روایات دستور به انتخاب کنیه برای کودک شده‌است و الزاماً کنیه نباید بر اساس نام فرزند باشد به همین جهت کنیه علی بن موسی الرضا ابا الحسن بوده در حالی که وی تنها فرزندشان محمد بن علی بوده‌است، لقب بر اساس اوصاف بارز شخص انتخاب و گذارده می‌شود، مانند امین و صادق، و تفاوت ان با کنیه در پیشوند اب و ام یا ابن است که در ابتدای کنیه وجود دارد، کنیه‌ها معمولاً از سوی خود شخص برای فرزندانشان انتخاب می‌شده‌است و در روایتی آمده‌است ما فرزندانمان را در کودکی برایشان کنیه انتخاب می‌کنیم لکن القاب آن‌ها بیشتر اوقات از سوی دیگران براساس اوصاف آنان گذارده می‌شده‌است. همچنین امین برای محمد یا سجاد برای امام چهارم شیعیان.